# Lissago
Lissago (Lissàgh in dialetto varesotto) è una frazione di circa 1 000 abitanti situata nella zona inferiore di Varese, raggiungibile attraversando il torrente Luna, dopo Bobbiate provenendo da Casbeno, o dopo Calcinate degli Orrigoni provenendo da Masnago.
Tra gli elementi architettonici di maggior pregio presenti nella frazione spicca la chiesa, rimodernata nella facciata, mosaicata e dedicata a San Carlo Borromeo, che nella sua parte più antica - quella absidale - risale al sec. XVII. Ampliata nel 1896, fu consacrata nel 1899. L'altare in marmo presente al suo interno risale al XVIII secolo.
Degno di considerazione è il centro rurale del paese, che riconsegna un'immagine di vita legata alla coltura della terra dissonante da quella operosa ed industriale che si svolge più a monte.
Lissago costituì un comune autonomo fino al 1927, quando venne soppresso e aggregato a Varese.

## Storia
Registrato agli atti del 1751 come un borgo di 125 abitanti, nel 1786 Lissago con Calcinate entrò per un quinquennio a far parte dell'effimera Provincia di Varese, per poi cambiare continuamente i riferimenti amministrativi nel 1791, nel 1798 e nel 1799. Alla proclamazione del Regno d'Italia nel 1805 risultava avere 220 abitanti. Nel 1812 si registrò la prima esperienza di unione con Varese, dopo un triennio di comunanza con Masnago, su risultanza di un regio decreto di Napoleone, ma il Comune di Lissago fu poi ripristinato con il ritorno degli austriaci. L'abitato crebbe poi lentamente, tanto che nel 1853 risultò essere popolato da 331 anime, salite a 376 nel 1871. Dopo una leggera crescita demografica nella seconda metà del XIX secolo, la situazione si stabilizzò fino ai 516 residenti del 1921. Fu quindi il fascismo a riproporre nel 1927 l'antico modello napoleonico, stabilendo la definitiva annessione a Varese.